# Saurauia homotricha
Saurauia homotricha är en tvåhjärtbladig växtart som beskrevs av A. Pool. Saurauia homotricha ingår i släktet Saurauia och familjen Actinidiaceae. Inga underarter finns listade i Catalogue of Life.